# アミア・マイリー
アミア・マイリー（Amia Miley、1990年11月23日 – ）はアメリカ合衆国のポルノ女優。

## 来歴
フロリダ州ブレバード郡にある海岸沿いの町サテライトビーチで、イタリア人とハワイ人の家系の家に生まれた。水着カタログやファッションショーのモデルとして芸能界に参入。
2009年に18歳で、アマチュアのウェブサイトFTVgirlsでアダルト業界にデビューした。
デビュー以来、アダム＆イブ、Brazzers、エレガント・エンジェル、イービル・エンジェル、ハスラー、ヴィクセン、デビルズ・フィルム、ディアボリック、Naughty America、ヴィヴィッド、ウィキッドなどの有力な制作会社で働いた。
2010年、アダルト雑誌「Cheri」にモデルとして登場。翌年、ブラザーズは安全なセックスに関する広告に数人の女優と共に彼女を起用した。
2013年、ブリトニー・スピアーズの「ワーク・ビッチ」のミュージックビデオに出演。
2015年、カリフォルニア州パサデナの邸宅で撮影された『TRUE DETECTIVE』第2シーズンのエピソードで、同僚ポルノ女優のペータ・ジェンセンとセックスシーンを演じた。
2017年8月、ヴィクセン・スタジオのエンジェル・オブ・ザ・マンスに選出された。

## 受賞とノミネーション
| 年   | 賞                                | 結果       | 部門                           | 作品           |
| ---- | --------------------------------- | ---------- | ------------------------------ | -------------- |
| 2009 | Rogreviews' Critics Choice Awards | ノミネート | Best Newbie                    | N/A            |
| 2010 | XRCO賞                            | ノミネート | Cream Dream of the Year        | N/A            |
| 2011 | AVNアワード                       | ノミネート | Best New Starlet               | N/A            |
| 2011 | AVNアワード                       | ノミネート | Best Couples Sex Scene         | Slut Puppies 4 |
| 2011 | XRCO賞                            | ノミネート | Cream Dream of the Year        | N/A            |
| 2012 | AVNアワード                       | ノミネート | Best Tease Performance         | Sex Dolls      |
| 2021 | AVNアワード                       | 受賞       | Mainstream Venture of the Year | N/A            |